# Хуанхо Ньєто
Хуанхо Ньєто (ісп. Juanjo Nieto, нар. 3 жовтня 1994, Кастельйон-де-ла-Плана) — іспанський футболіст, захисник словенського клубу «Целє».

## Ігрова кар'єра
Народився 3 жовтня 1994 року в місті Кастельйон-де-ла-Плана. Вихованець юнацьких команд футбольних клубів «Рафалафена», «Кастельйон», «Футур», «Рода», «Рафалафена» та «Кастельйон». У дорослому футболі дебютував 16 грудня 2012 року виступами за першу команду «Кастельйон» у матчі Терсери проти «Елденсе» (1:1) і загалом за той сезон, взявши участь у 3 матчах чемпіонату.
16 вересня 2013 року Ньєто приєднався до клубу «Реал Вальядолід», але виступав виключно за резервну команду «Реал Вальядолід Б». У своєму першому сезоні він був основним гравцем стартового складу і допоміг команді вийти з Терсери до Сегунди Б, але там він став виступати значно менше.
У сезоні 2015/16 він грав за іншу команду Сегунди Б, «Атлетіко Балеарес», після чого підписав контракт із «Мальоркою». Тут він теж спочатку грав за резервну команду «Мальорка Б», але 22 січня 2017 року дебютував у основній команді, зігравши у матчі Сегунди проти клубу «Реус Депортіу» (1:1). Загалом до кінця сезону він зіграв 7 ігор за основу, але його команда посіла 20 місце і вилетіла до третього дивізіону.
14 липня 2017 року Ньєто став гравцем «Еркулеса», де провів два сезони у Сегунді Б. Своєю грою за цю команду привернув увагу представників тренерського штабу клубу «Реал Ов'єдо» з Сегунди, до складу якого приєднався 6 серпня 2019 року. Відіграв за клуб з Ов'єдо наступні два сезони своєї ігрової кар'єри. Більшість часу, проведеного у складі «Реала Ов'єдо», був основним гравцем захисту команди.
Після завершення терміну дії контракту та відхилення пропозиції клубу з Ов'єдо про його продовження, у липні 2021 року він підписав контракт у статусі вільного агента з «Альмерією». Він був основним гравцем у першій частині сезону, але отримав травму коліна в лютому 2022 року, більше не зігравши у тому сезоні, який для команди завершився виходом до Ла Ліги. Так і не дебютувавши у вищому іспанському дивізіоні, 25 листопада 2022 року, оговтавшись від травми, Ньєто оголосив про свій відхід з «рохібланкос».
Залишившись без команди, 5 грудня 2022 року він підписав 18-місячний контракт з «Уескою» з Сегунди. По його завершенні, у серпні 2024 року, Хуанхо приєднався на правах вільного агента до складу словенського клубу «Целє», яке очолив його співвітчизник Альберт Рієра. У першому ж сезоні з командою він став володарем Кубка Словенії. Станом на 10 червня 2025 року відіграв за команду із Целє 26 матчів в національному чемпіонаті.

## Статистика виступів

### Статистика клубних виступів
Станом на 1 травня 2025
| Сезон                         | Команда                       | Чемпіонат                     | Чемпіонат | Чемпіонат | Національний кубок | Національний кубок | Національний кубок | Континентальні кубки | Континентальні кубки | Континентальні кубки | Інші змагання | Інші змагання | Інші змагання | Усього | Усього |
| Сезон                         | Команда                       | Ліга                          | Ігор      | Голів     | Ліга               | Ігор               | Голів              | Ліга                 | Ігор                 | Голів                | Ліга          | Ігор          | Голів         | Ігор   | Голів  |
| ----------------------------- | ----------------------------- | ----------------------------- | --------- | --------- | ------------------ | ------------------ | ------------------ | -------------------- | -------------------- | -------------------- | ------------- | ------------- | ------------- | ------ | ------ |
| 2013–14                       | «Реал Вальядолід Б»           | ТД (IV)                       | 33        | 3         |                    | -                  | -                  |                      | -                    | -                    |               | -             | -             | 33     | 3      |
| 2014–15                       | «Реал Вальядолід Б»           | СДБ (III)                     | 16        | 0         |                    | -                  | -                  |                      | -                    | -                    |               | -             | -             | 16     | 0      |
| Усього за «Реал Вальядолід Б» | Усього за «Реал Вальядолід Б» | Усього за «Реал Вальядолід Б» | 49        | 3         |                    | -                  | -                  |                      | -                    | -                    |               | -             | -             | 49     | 3      |
| 2015–16                       | «Атлетіко Балеарес»           | СДБ (III)                     | 25        | 1         |                    | -                  | -                  |                      | -                    | -                    |               | -             | -             | 25     | 1      |
| 2016–17                       | «Мальорка Б»                  | СДБ (III)                     | 27        | 0         |                    | -                  | -                  |                      | -                    | -                    |               | -             | -             | 27     | 0      |
| 2016–17                       | «Мальорка»                    | СД (II)                       | 7         | 0         | КІ                 | -                  | -                  |                      | -                    | -                    |               | -             | -             | 7      | 0      |
| 2017–18                       | «Еркулес»                     | СДБ (III)                     | 35        | 0         | КІ                 | 2                  | 0                  |                      | -                    | -                    |               | -             | -             | 37     | 0      |
| 2018–19                       | «Еркулес»                     | СДБ (III)                     | 40        | 2         |                    | -                  | -                  |                      | -                    | -                    |               | -             | -             | 40     | 4      |
| Усього за «Еркулес»           | Усього за «Еркулес»           | Усього за «Еркулес»           | 75        | 2         |                    | 2                  | 0                  |                      | -                    | -                    |               | -             | -             | 77     | 2      |
| 2019–20                       | «Реал Ов'єдо»                 | СД (II)                       | 25        | 2         | КІ                 | 1                  | 0                  |                      | -                    | -                    |               | -             | -             | 26     | 2      |
| 2020–21                       | «Реал Ов'єдо»                 | СД (II)                       | 34        | 1         | КІ                 | 0                  | 0                  |                      | -                    | -                    |               | -             | -             | 34     | 1      |
| Усього за «Реал Ов'єдо»       | Усього за «Реал Ов'єдо»       | Усього за «Реал Ов'єдо»       | 59        | 3         |                    | 1                  | 0                  |                      | -                    | -                    |               | -             | -             | 60     | 3      |
| 2021–22                       | «Альмерія»                    | СД (II)                       | 16        | 0         | КІ                 | 3                  | 0                  |                      | -                    | -                    |               | -             | -             | 19     | 0      |
| 2022-січ. 2023                | «Альмерія»                    | ПД                            | 0         | 0         | КІ                 | 0                  | 0                  |                      | -                    | -                    |               | -             | -             | 0      | 0      |
| Усього за «Альмерію»          | Усього за «Альмерію»          | Усього за «Альмерію»          | 16        | 0         |                    | 3                  | 0                  |                      | -                    | -                    |               | -             | -             | 19     | 0      |
| січ.-черв. 2023               | «Уеска»                       | СД (II)                       | 6         | 0         | КІ                 | -                  | -                  |                      | -                    | -                    |               | -             | -             | 6      | 0      |
| 2023–24                       | «Уеска»                       | СД (II)                       | 34        | 1         | КІ                 | 2                  | 1                  | -                    | -                    | -                    | -             | -             | -             | 36     | 2      |
| Усього за «Уеску»             | Усього за «Уеску»             | Усього за «Уеску»             | 40        | 1         |                    | 2                  | 1                  |                      | -                    | -                    |               | -             | -             | 42     | 2      |
| 2024–25                       | «Целє»                        | 1Л                            | 25        | 0         | КС                 | 3                  | 0                  | ЛЧ+ЛЄ+ЛК             | 0+0+14               | 0+0+3                | -             | -             | -             | 42     | 3      |
| Усього за кар'єру             | Усього за кар'єру             | Усього за кар'єру             | 323       | 10        |                    | 11                 | 1                  |                      | 14                   | 3                    |               | -             | -             | 348    | 14     |

## Титули і досягнення
- Володар Кубка Словенії (1):

«Целє»: 2024/25